# Лазаро, Тьерри
Тьерри Лазаро — французский политик, бывший депутат Национального собрания Франции, член партии Республиканцы.

## Биография
Родился 27 сентября 1960 г. в г. Лилль (департамент Нор). По профессии специалист по коммуникациям. С 2010 года - лидер партийной группы Союза за народное движение в департаменте Нор. На выборах в Национальное собрание 2007 года выиграл голосование по 6-му избирательному округу департамента Нор, получив во 2-м туре 56,60 % голосов. Во время выборов в Национальное собрание 2012 года Тьерри Лазаро в пятый раз был избран депутатом Национального собрания.
На выборах в Национальное собрание 2017 года уступил во 2-м туре представителю движения "Вперёд, Республика!" Шарлотте Лекок.

## Занимаемые выборные должности
19.03.1989 — 07.07.2000 - член муниципального совета города Фалампен 

30.03.1992 — 22.03.1998 - член Генерального совета департамента Нор 

02.04.1993 — 20.06.2017 - депутат Национального собрания Франции от 6-го избирательного округа департамента Нор 

c 08.07.2000 —  мэр города Фалампен